# Johanneskerk (Oppenhuizen)
De Johanneskerk (Fries: Johannestsjerke) in Oppenhuizen is een kerkgebouw in de gemeente Súdwest-Fryslân in de Nederlandse provincie Friesland.

## Beschrijving
Op 22 juli 1695 werd de eerste steen gelegd door Zeino Joachim van Burmania, zoon van de grietman van Wymbritseradeel. Het middeleeuwse kerkgebouw, gewijd aan Johannes de Doper werd vervangen door een zaalkerk met driezijdige koorsluiting. De zadeldaktoren werd gehandhaafd. Op 23 juli 1817 werd de middeleeuwse toren vervangen door een toren van drie geledingen met omloop en ingesnoerde spits. De eerste steen werd gelegd door jhr. Bernard Walraad van Welderen. In de toren met mechanisch torenuurwerk (1916) hangt een klok (1483) van Geert van Wou. In 1839 is de kerk aan de oostzijde verlengd. In 1870 is de ingang in de westmuur van de toren aangebracht.
Het orgel uit 1909 is gemaakt door Bakker & Timmenga en verving een orgel uit 1821 van Albertus van Gruisen. In 1914 werd naar plannen van H.H. Kramer de kerk opnieuw ingericht om het aantal zitplaatsen uit te breiden. Het houten tongewelf werd verhoogd en het orgel werd verplaatst.
Het kerkgebouw is een rijksmonument. De voormalige pastorie uit 1866 werd ontworpen door A. Breunissen Troost.

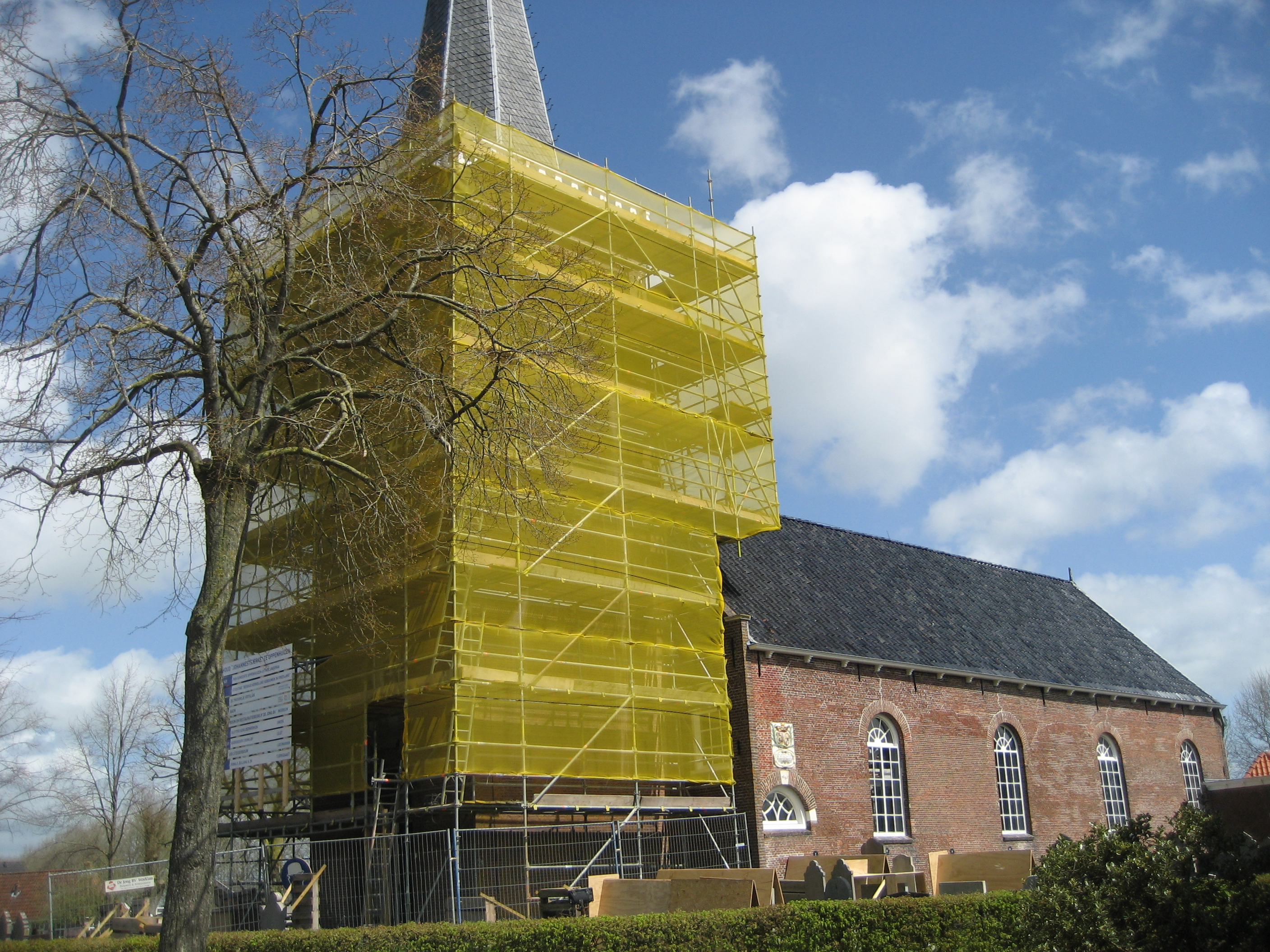
Restauratie 2013
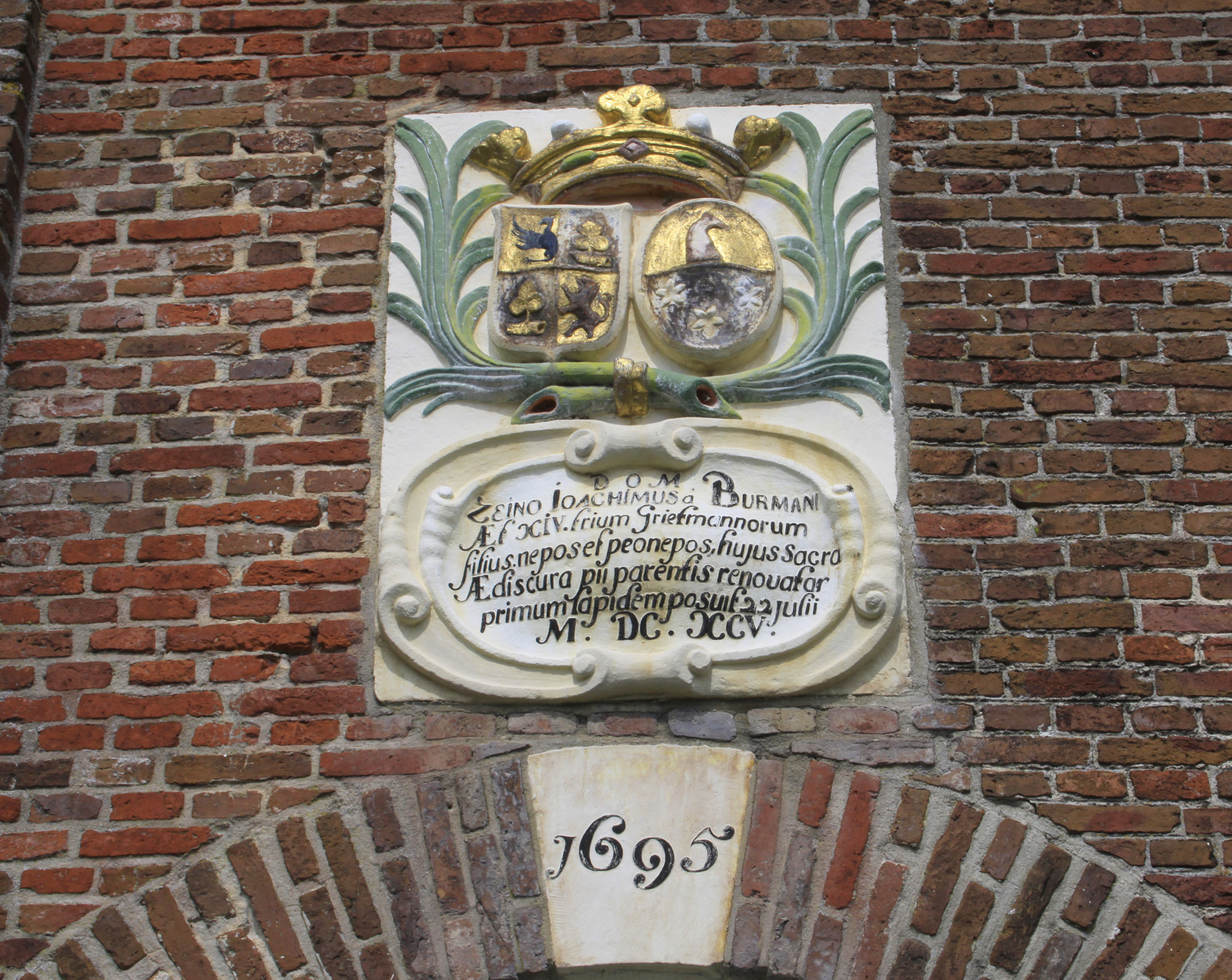
Gevelsteen